# Glikol etylenowy
Glikol etylenowy, glikol (gr. γλυκύς, glykys – 'słodki') – organiczny związek chemiczny będący najprostszym alkoholem polihydroksylowym (diol), a zarazem i najprostszym alkoholem cukrowym. Jest szeroko stosowany jako składnik samochodowych płynów chłodzących, a także jako prekursor polimerów. W czystej postaci jest bezbarwną, bezzapachową, syropowatą cieczą o słodkawym posmaku. Glikol etylenowy jest toksyczny, a jego połknięcie może spowodować śmierć. Cząsteczki glikolu etylenowego zostały zaobserwowane w przestrzeni kosmicznej.

## Otrzymywanie

### Metody historyczne
Glikol etylenowy pierwszy raz został otrzymany w roku 1859 przez francuskiego chemika Charlesa Wurtza z dioctanu glikolu etylenowego poprzez saponifikację z wodorotlenkiem potasu, a w roku 1860 w reakcji hydratacji tlenku etylenu. Glikol etylenowy nie był produkowany ani wykorzystywany handlowo aż do okresu I wojny światowej. W Niemczech wytwarzano go wtedy z chlorku etylenu i używano jako substytut glicerolu w produkcji materiałów wybuchowych.

W Stanach Zjednoczonych półprzemysłowa produkcja glikolu z 2-chloroetanolu rozpoczęła się w 1917. Pierwsza duża fabryka została wybudowana w 1925 w South Charleston, Wirginia Zachodnia przez spółkę Carbide and Carbon Chemicals Co. (obecnie Union Carbide). Już w roku 1929 glikol był używany przez niemal wszystkich producentów dynamitu. W 1937 Carbide uruchomiło pierwszą fabrykę produkującą glikol według procesu Leforta polegającym na utlenianiu etylenu powietrzem (przy użyciu srebrnego katalizatora) do tlenku etylenu, a następnie jego hydrolizie do glikolu. Do lat 90. XX wieku była to główna metoda otrzymywania glikolu etylenowego.
W latach 70. XX wieku stosowano proces z wykorzystaniem węglanu etylenu. W metodzie tej tlenek etylenu jest przekształcany w reakcji z dwutlenkiem węgla w pośredni węglan etylenu, który jest następnie hydrolizowany przez wodę dając glikol etylenowy. Proces został zastąpiony przez łączone procesy typu tlenek etylenu-glikol.

### Obecne metody

#### Hydroliza tlenku etylenu
Najczęściej stosowaną metodą produkcji glikolu etylenowego jest hydroliza tlenku etylenu. Zaletami metody jest jej prostota, niezawodność oraz możliwość stosowania jej w zakładach chemicznych łączących ze sobą proces produkcji tlenku etylenu i glikolu etylenowego.

Mechanizm reakcji jest prosty: tlenek etylenu reaguje z wodą tworząc glikol etylenowy, a następnie reaguje z glikolem etylenowym tworząc wyższe homologi glikolu etylowego w serii reakcji:
(CH2CH2)O + H2O → (CH2OH)2   glikol monoetylenowy (MEG)
(CH2CH2)O + (CH2OH)2 → HOCH2CH2OCH2CH2OH   glikol dietylenowy (DEG)
(CH2CH2)O + HOCH2CH2OCH2CH2OH → HO(CH2CH2O)3H   glikol trietylenowy (TEG)
Tworzenie się wyższych glikoli jest nieuniknione ze względu na szybszą reakcję tlenku etylenu z glikolami etylenu niż z wodą. Najważniejszą zmienną procesu jest stosunek wody do tlenku, co pozwala na zmniejszenie ilości tworzącego się DEG i TEG poprzez stosowanie dużego nadmiaru wody
Powyższe reakcje chemiczne mogą być katalizowane przez kwasy lub zasady lub mogą zachodzić przy pH obojętnym w podwyższonych temperaturach. Największą wydajność otrzymywania glikolu etylenowego, sięgającą 90%, uzyskuje się przy odczynie kwasowym lub obojętnym przy dużym nadmiarze wody. Roczna produkcja glikolu wynosi ok. 67 mln ton.

## Zastosowanie
- Glikol etylenowy stosowany jest w płynach niezamarzających do chłodnic silników[1] (40-62% roztwór wodny) oraz w instalacjach chłodniczych jako czynnik pośredni.
- Wykorzystuje się go do produkcji żywic poliestrowych, alkidowych (alkidali) włókien syntetycznych[1], a także rozpuszczalników, plastyfikatorów oraz materiałów wybuchowych.

## Szkodliwość dla zdrowia
Glikol etylenowy w organizmie jest metabolizowany przez dehydrogenazę alkoholową do aldehydu glikolowego, kwasu glikolowego, kwasu glioksalowego i kwasu szczawiowego. W przebiegu zatrucia dochodzi do rozwoju kwasicy metabolicznej, a także uszkodzenia nerek, wątroby i mózgu.